# مواد أدوات القطع

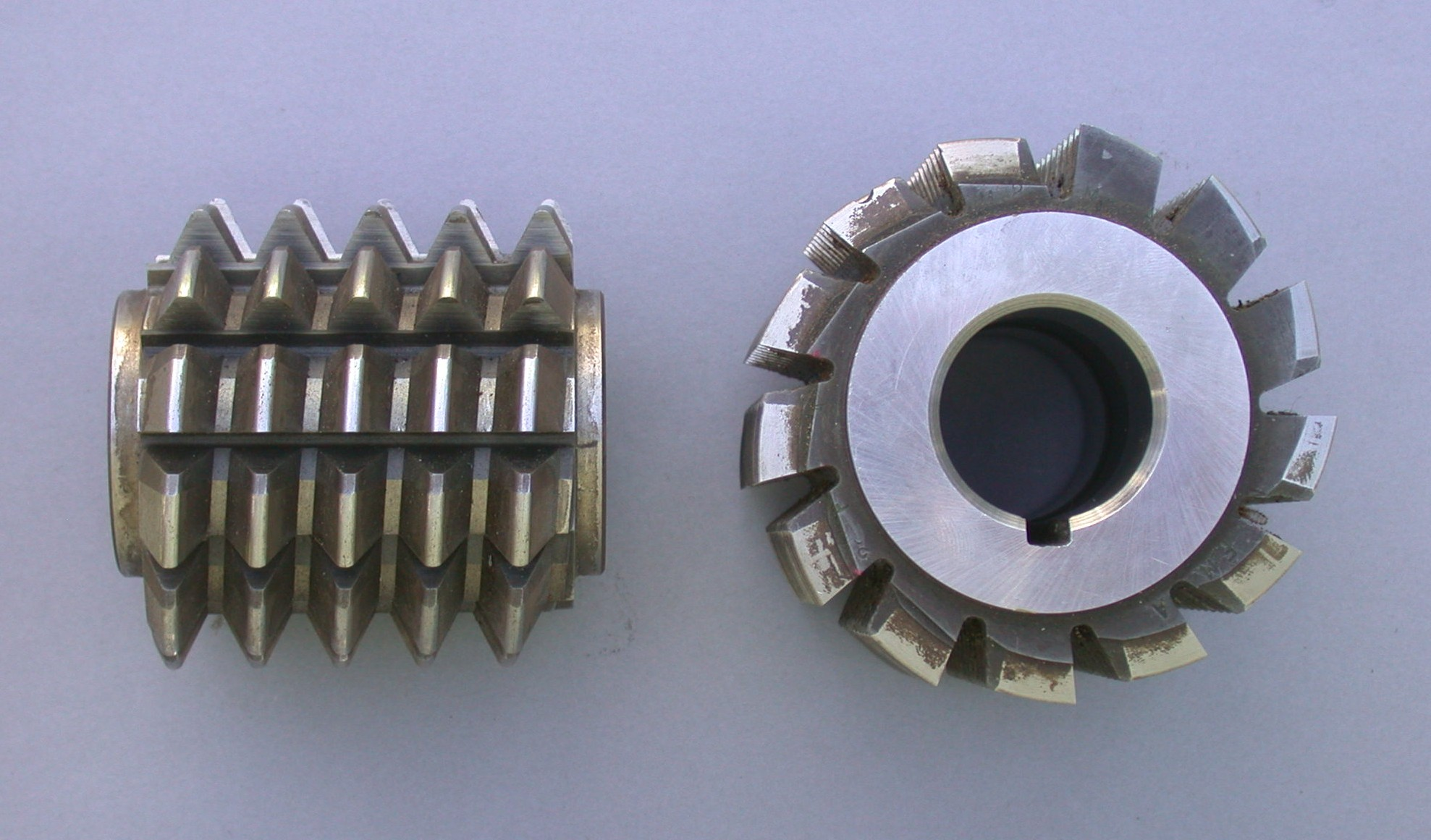
مقاطع تفريز

مواد أدوات القطع هي مواد تستخدم بشكل مخصص من أجل صناعة أدوات القطع، والتي بدورها مستخدمة في آلات التشغيل الصناعية (مثل لقم المثقب وأقلام القطع ومقاطع التفريز). يتطلب توفر الخواص التالية في مواد أدوات القطع عدة ميزات، من ضمنها: الصلادة ومقاومة الانثناء Flexural strength ومقاومة فعل الاهتراء والأكسدة.
أثناء عملية تشغيل المعادن تتولد ضغوط كبيرة و حرارة عالية و يؤدي احتكاك الرايش بسطح أداة القطع إلي تآكل كل الأسطح العاملة فيتغير شكل الجزء القاطع و زاوياه و تصبح أداة القطع بعد فترة من الزمن غير صالحة للعمل حتي يتم شحذها.
و كي تعمل أداة القطع لمدة أطول دون اللجوء إلي شحذها، يجب أن تتحمل بشكل جيد التآكل الناتج من جراء ارتفاع درجة الحرارة وأن تكون صلادتها أكبر من صلادة المعدن المعرض للتشغيل حتي تستطيع أن تتغلغل فيه في كل الظروف.

## مواصفات مواد صناعة أداوت القطع
يجب أن تكون لأداة القطع مقاومة كافية للإجهادات كي تتحمل الضغوط المرتفعة، و يجب أن تتصف المواد التي تصنع منها أداة القطع بالصفات الأساسية التالية:
- الصلادة عند درجات الحرارة العالية
- الصمود للتآكل(البري)
- مقاومة كافية للإجهادات

### مواد صناعة أدوات القطع
يوجد في الوقت الحاضر كثير من المواد المستخدمة في صناعة الأدوات(العدد) مثل:
1. صلب العدد
2. الصلب الكربوني
3. الصلب السبائكي
4. الصلب سريع القطع
5. الكربيد المسمنت(مثل كربيد التنجستن)
6. المواد الخزفية
7. الماس